# Spellemannprisen 1997
Der Spellemannpris 1997 war die 26. Ausgabe des norwegischen Musikpreises Spellemannprisen. Die Nominierungen berücksichtigten Veröffentlichungen des Musikjahres 1997, die Verleihung selbst fand im April 1998 statt. In der Kategorie „Årets Spellemann“ wurde Bjørn Eidsvåg ausgezeichnet.

## Verleihung
Die Preisverleihung fand am 3. April 1998 im Osloer Chateau Neuf statt. Erstmals wurde die Veranstaltung in zwei Teile unterteilt, wobei im ersten die Gewinner in den Pop- und Rockkategorien verkündet wurden. Im zweiten Teil wurden die weiteren Kategorien verliehen. Der erste Programmabschnitt wurde von Claus Wiese moderiert, durch den zweiten führte Herborg Kråkevik.

## Gewinner
| Kategorie                                           | Gewinner                         | Werk                                                  |
| --------------------------------------------------- | -------------------------------- | ----------------------------------------------------- |
| Barneplate (Kinderplatte)                           | Petter Moen, Øyvind Gravdal      | Livet i Lyriaka                                       |
| Dance/Techno                                        | Palace of Pleasure               | Emperor norton                                        |
| Danseorkester/Gammeldans (Tanzorchester/Gammeldans) | Gluntan                          | Levandes live!                                        |
| Folkemusikk (Volksmusik)                            | Ragnhild Furholt                 | Segner syng                                           |
| Hardrock                                            | Motorpsycho                      | Angels and daemons at play                            |
| Jazz                                                | Vigleik Storaas Trio             | Andre Bilder                                          |
| Klassisk musikk (klassische Musik)                  | Sigurd Slåttebrekk               | Maurice Ravel: Musikk for piano                       |
| Popgruppe                                           | Velvet Belly                     | Lucia                                                 |
| Popsolist                                           | Espen Lind                       | Red                                                   |
| Rock                                                | Poor Rich Ones                   | From the makers of ozium                              |
| Samtidsmusikk (zeitgenössische Musik)               | Trond Sæverud                    | Ghosts: Fiolinmusikk av Hvoslef, Nordheim og Haugland |
| Viser og viserock (Weisen und Weisenrock)           | Odd Børretzen, Lars Martin Myhre | Vintersang                                            |
| Åpen Klasse (Offene Klasse)                         | Nils Petter Molvær               | Khmer                                                 |
| Årets Artist (Künstler des Jahres)                  | Espen Lind                       | –                                                     |
| Årets Låt (Lied des Jahres)                         | Espen Lind                       | When Susannah Cries                                   |
| Årets Nykommer (Newcomer des Jahres)                | Locomotives                      | Spin                                                  |
| Årets Spellemann (Spellemann des Jahres)            | Bjørn Eidsvåg                    | –                                                     |

## Nominierte
Barneplate
- Anne Grimstad Fjeld: Seljåsen
- Gustav Lorentzen: Amadeus
- Minken Fosheim: Eventyret om Grieg
- Petter Moen, Øyvind Gravdal: Livet i Lyriaka

Dance/Techno
- N’Light’n: Deep green
- Palace of Pleasure: Emperor norton
- Those Norwegians: Kaminzky park
- Warlocks: Top notch

Danseorkester/Gammeldans
- Gluntan: Levandes live!
- Ove Bjørken: Landstryker
- Sven Nyhus Sekstett: Grimen

Folkemusikk
- Berit Opheim: Eitt steg
- Gunnar Stubseid, Ale Møller: Reisaren
- Ragnhild Furholt: Segner syng
- Sinikka Langeland: Strengen var af røde guld

Hardrock
- Clawfinger: The Biggest & The Best
- Funny Farm: Amputate
- Motorpsycho: Angels and daemons at play
- TNT: Firefly

Jazz
- Arild Andersen: Hyperborean
- Bendik Hofseth: Colours
- Olga Konkova, Carl Morten Iversen, Audun Kleive: Going with the flow
- Vigleik Storaas Trio: Andre Bilder

Klassisk musikk
- Leif Ove Andsnes: Schumann, Klaviersonate no. 1 & Fantasie
- Sigurd Slåttebrekk: Maurice Ravel: Musikk for piano
- Truls Mørk: Prokofiev, Shostakovich:E729 Cello sonatas. Stravinsky: Suite Italienne
- Vertavo Kvartetten: Schumann: String quartets no. 2 & 3

Popgruppe
- D’Sound: Spice of life
- DeLillos: Stakkars
- Søsterhjemmet: Susa i hodet
- Velvet Belly: Lucia

Popsolist
- Espen Lind: Red
- Finn Coren: The Blake Project: Spring
- Kari Rueslåtten: Spindelsinn
- Morten Abel: Snowboy

Rock
- Kåre & the Cavemen: Jet age
- Poor Rich Ones: From the makers of ozium
- Savoy: Lackluster me
- Seigmen: Radiowaves

Samtidsmusikk
- Cikada: Svorsk, swegian
- Cikada, Bjørg Værnes, Anders Brunsvik, Anne Gjevang, Peter Herresthal, Stavanger Symfoniorkester mit Alexander Dmitriev: Antonio Bibalo: Portrait
- Trond Sæverud: Ghosts: Fiolinmusikk av Hvoslef, Nordheim og Haugland

Viser og viserock
- Bjørn Eidsvåg: På svai
- Fabel: Flørt
- Jan Eggum: Dingli bang
- Odd Børretzen, Lars Martin Myhre: Vintersang

Åpen Klasse
- Gli Scapoli: Everything must change
- Nils Petter Molvær: Khmer
- Ole Edvard Antonsen: Read my lips
- Skruk: Landet vi kommer fra
- Timbersound: Hotel Oslo

Årets Låt
- Espen Lind: When Susannah Cries
- Morten Abel: Lydia
- Søsterhjemmet: Susa i Hodet
- Trang Fødsel: Kursiv

Årets nykommer
- D’Sound: Spice of life
- Locomotives: Spin
- N’Light’N: Deep green
- Palace of Pleasure: Emperor Norton